# Disney's Port Orleans Resort
Le Disney's Port Orleans Resort est un ensemble de deux hôtels de Walt Disney World Resort sur le thème de la Louisiane et de son arrière-pays, le bassin du Mississippi. 
Il est constitué du French Quarter et du Riverside qui bien qu'associé sont deux hôtels à part.
Mais si on regarde plus précisément le complexe est en trois sections, le quartier français, les maisons du Bayou et les manoirs des grandes plantations. Il évoque l'intégralité du sud américain à l'époque de Scarlett O'Hara et Rhett Butler.
L'hôtel est relié au Downtown Disney par un système de ferry empruntant la Sassagoula River jusqu'au Lake Buena Vista.

## French Quarter
C'est une réplique du quartier français de La Nouvelle-Orléans. 

Pour plus d'information voir le Disney's Port Orleans Resort French Quarter.

## Riverside
C'est une réplique des grandes propriétés du bassin du Mississippi avec des manoirs  et . de La Nouvelle-Orléans.

Pour plus d'information voir le Disney's Port Orleans Resort Riverside.
C'est un hôtel anciennement nommé Disney's Dixie Landings Resorts, mais comme le terme de "Dixie" n'était pas assez compris par les visiteurs il fut associé à l'hôtel adjacent et rebaptisé Riverside. "Dixie" est une anglicisation du mot "dix", et était le surnom de billet de dix dollars. Le terme Dixie dut aussi utilisé pour désigner la planche dixie, un instrument de jazz à la sonorité très tintante (comme des pièces qui tombent). La décision de changer le nom fut prise en novembre 2000 mais appliquée seulement le 1er avril 2001.